# Play Date
Play Date oder Playdate bezeichnet, vorwiegend im amerikanischen Sprachgebrauch, ein verabredetes Treffen von Kindern, um einige Stunden zusammen zu spielen.
Playdates wurden zunehmend üblich, nachdem die Arbeitszeiten der Erziehungsberechtigten immer länger wurden und die öffentlichen Medien empfahlen, Kinder einer Generation zusammen spielen zu lassen. Playdates werden ebenso mit kinderfreundlichen Veranstaltungsprogrammen von Museen, in Parks oder auf Spielplätzen verknüpft.
Die Intention eines Playdates zielt auf eine freie Bewegungs- und Interaktionsmöglichkeit der Kinder in einer weniger strukturierten Umwelt ab, als dies andere geplante Aktivitäten in der Regel bieten. Playdates unterscheiden sich dementsprechend von organisierten Aktivitäten wie Schulsport oder Schulausflügen etc., gerade weil sie nicht gewohnheitsgemäß strukturiert sind.
Playdates sind immer mehr zu einem Bestandteil traditioneller und popkultureller Lebensweise in den Vereinigten Staaten geworden und stellen im Alltag der Kinder eine Art „Auszeit“ dar. Die meisten Eltern bevorzugen es, dass ihre Kinder in diesen Stunden Freundschaften mit Gleichaltrigen schließen, entweder bei Treffen zu zweit oder in kleinen Gruppen. Bei noch sehr jungen Kindern sind die meisten Eltern bei den Playdates anwesend und nutzen die Zeit, um ihrerseits Freundschaften zu schließen und Kontakte zu anderen Eltern herzustellen.